# Margrit Wahrstätter
Margrit Wahrstätter (* 1954) ist eine ehemalige Schweizer Politikerin (EVP). Sie war von 1998 bis 2002 Mitglied des Grossen Rates des Kantons Aargau.
Lange Jahre war sie Einwohnerrätin in ihrer Wohngemeinde Wettingen und dort in den Jahren 2000/2001 Einwohnerratspräsidentin, als bisher einzige Frau. 1998 wurde sie Mitglied des aargauischen Grossen Rates. In ihrer Funktion als Grossrätin war Wahrstätter Mitglied der EBK und während drei Jahren auch in der Petitionskommission. Sie war ebenfalls Mitglied der Spezialkommission «zum Gesetz über die Anstellung von Lehrpersonen». Ihre Nachfolgerin im Grossen Rat wurde Brigitte Müller-Kaderli.  Von Mai 2002 bis Juli 2016 war sie Schulleiterin der heilpädagogischen Schule in Wettingen.
Margrit Wahrstätter ist verheiratet und hat erwachsene Kinder.